# Губин (город)
Гу́бин (пол. Gubin, нем. Guben) — город в Польше, входит в Любушское воеводство, Кросненский повят. Имеет статус городской гмины. Занимает площадь 20,68 км². Население — 17 036 человек (на 2011 год).
От немецкого города Губен его отделяет река Лужицкая Ниса, через которую есть несколько переходов.

## Происхождение названия
Этимология названия города доподлинно неизвестна, но, предположительно, происходит от лужицкого существительного «guba» — губа, рот, устье (реки).
Название города не раз видоизменялось: Gubo (1207), Gubin (1211), Gobyn (1341), Gubnn (1516).

## История

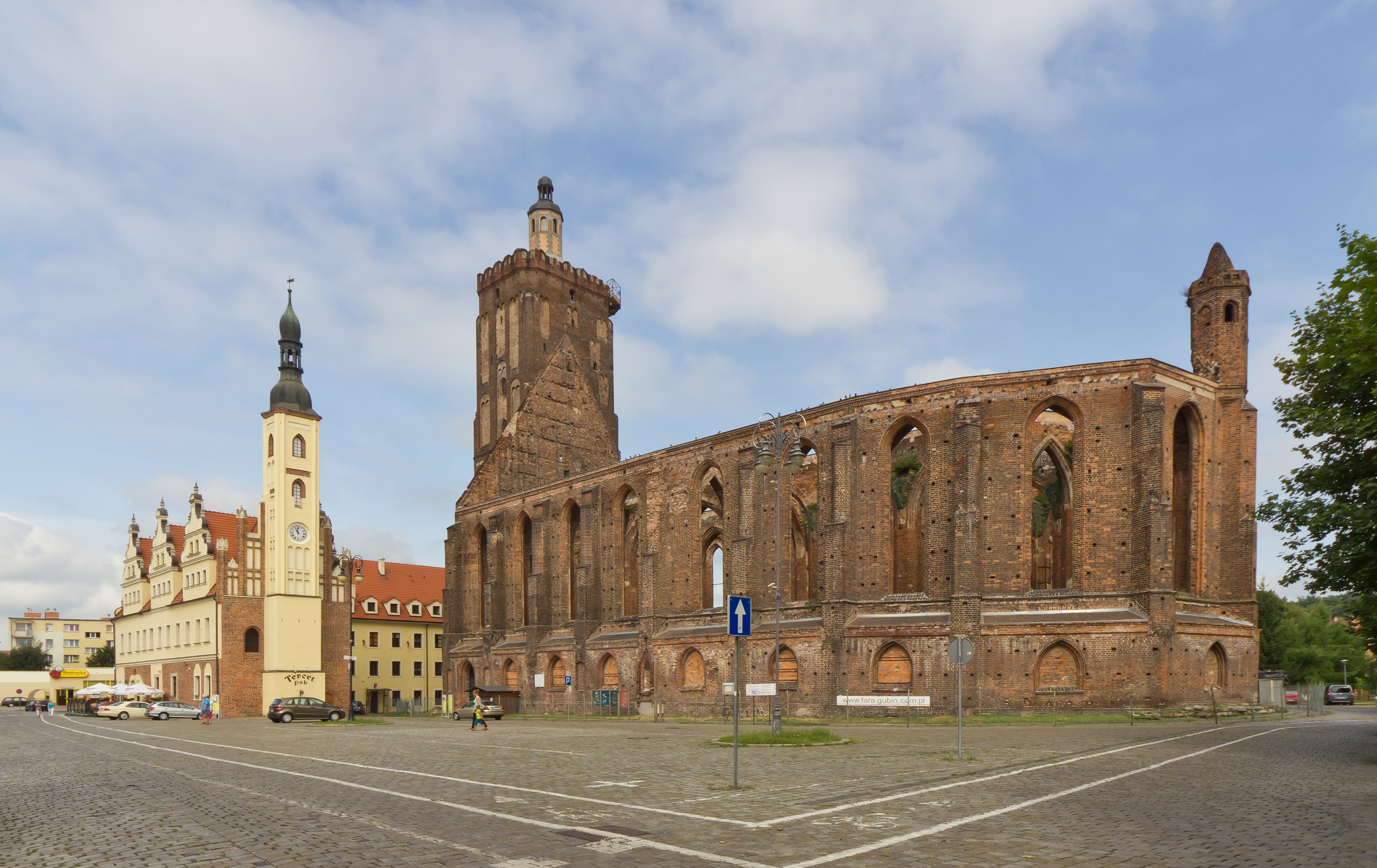
Ратуша и руины костёла

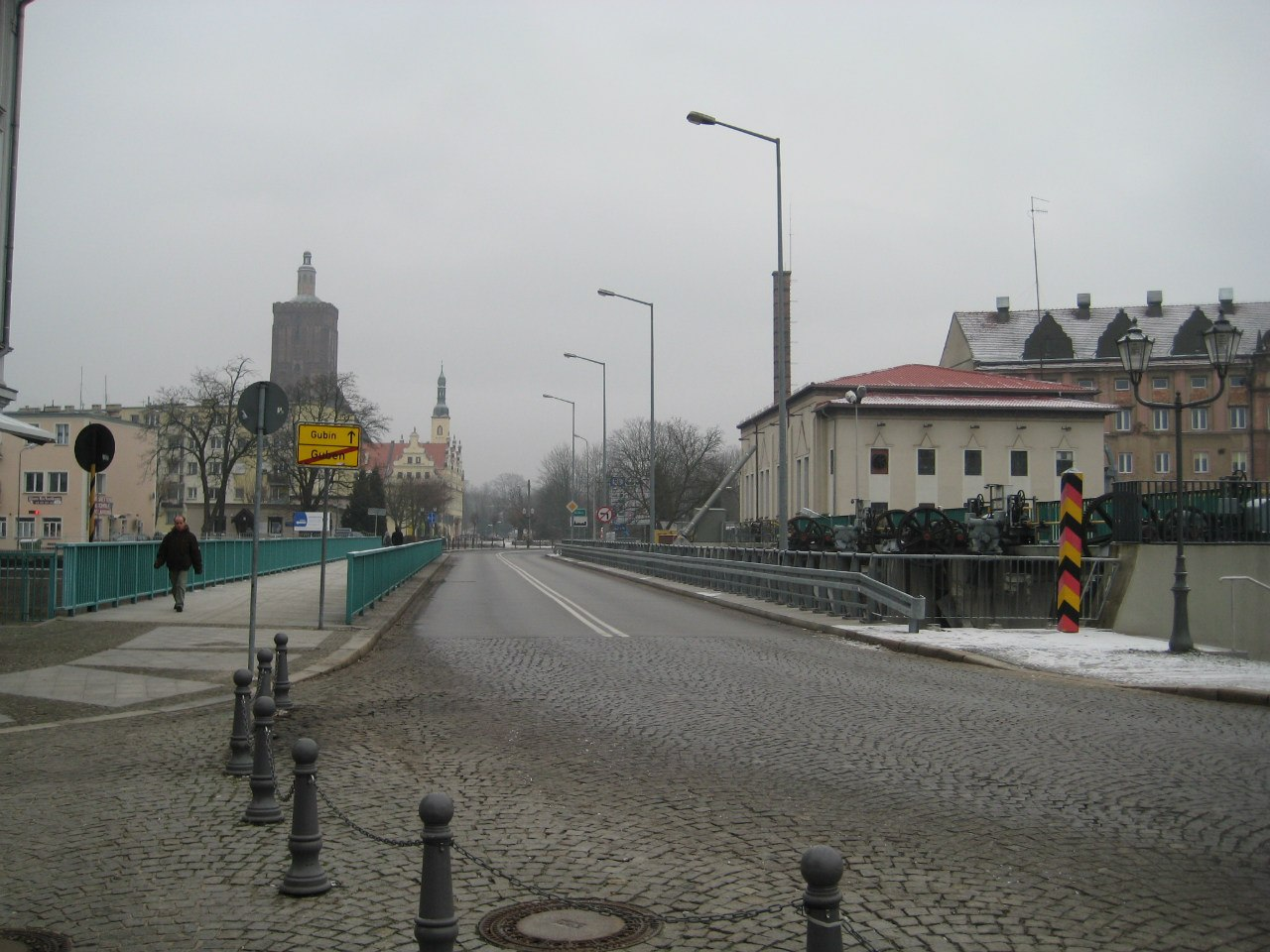
Мост через реку Лужицкая Ниса

Губин считается одним из самых древних лужицких городов. Первые упоминания восходят к XIII веку. Так, в одном из документов, подписанных Генрихом I, говорится о беспошлинной доставке соли из Губина.
Географическое положение: на стыке двух культур — славянской и германской, на пути следования торговых путей из Померании в Чехию, а также из Лужицы в Великую Польшу, многие годы делало его важным экономическим центром Нижней Лужицы.
При этом город, в течение всей своей истории, неоднократно переходил от одного правителя к другому. В XIV веке он находился под влиянием королевства Богемия, в XVII веке вместе со всей Нижней Лужицей вошёл в состав Саксонии, а в начале XIX века был частью Пруссии.
После Второй мировой войны город был поделён, в результате чего правобережная часть под названием Губин вошла в состав Польши, а левобережная под названием Губен осталась в составе Германии.
После присоединения Польши к Шенгенскому соглашению в 2007 году пограничный контроль между Губином и Губеном был упразднён.